# Autostrada A2 (Belgia)
Autostrada A2 (fla. Autosnelweg A2) – autostrada w Belgii w ciągu trasy europejskiej E314.
Autostrada łączy Brukselę z miastem Genk i granicą Holandii. Umożliwia przejazd z Brukseli i Antwerpii do Maastricht i, położonego w Niemczech, Akwizgranu.